# 아르투로 베네데티 미켈란젤리

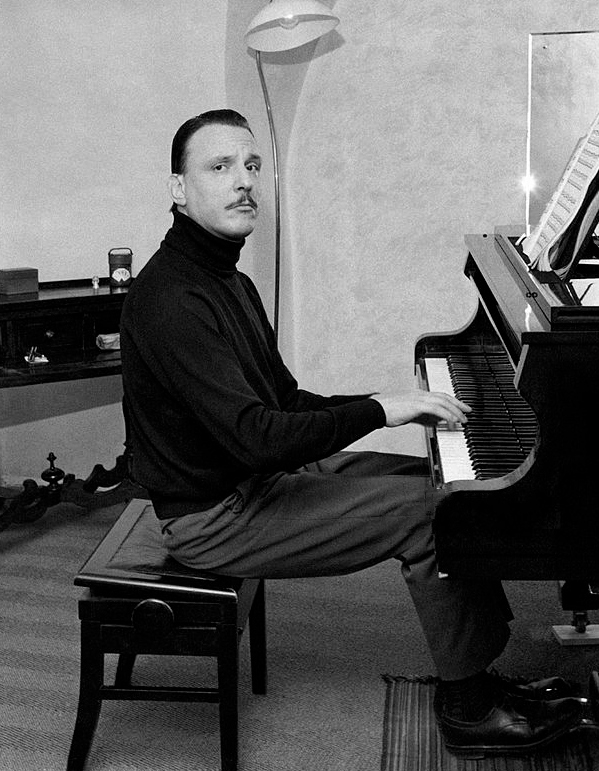

아르투로 베네데티 미켈란젤리(Arturo Benedetti Michelangeli, 1920년 1월 5일 ~ 1995년 6월 12일)는 이탈리아의 피아니스트이다.

## 생애
바이올린 제작으로 유명한 이탈리아 브레시아 태생으로, 4살때부터 피아노를 치기 시작하였다. 브레시아의 벤투리 음악학교에서 밀라노 음악원으로 진학하여 주세페안포시에게 가르침을 받았고, 1939년 제1회 제네바 국제콩쿠르에서 우승하였다. 제2차 세계대전 때문에 그의 활동은 한때 중단되었으나, 2차대전 후 영국과 프랑스 양국에 최초로 연주여행을 하였고, 이 연주의 성공으로 세계적인 인물이 되었다. 그는 좀 완벽주의 기질이 있었는데, 연주회도 거의 열지 않았으며, 또 연다고 하더라도 기분이 내키지 않을 때는 바로 앞에서 삭제·취소하는 일도 있었으며, 레코드도 매우 적다. 끊임없이 자기의 음빛깔과 컨디션을 유지하기 위하여 국외의 연주회에서도 반드시 자기의 피아노와 조율사(調律師)를 대동했다. 레퍼토리 범위는 넓으나, 특히 라벨 등 근대적 작곡가의 연주에 뛰어났다.
또한 아르헨티나의 피아니스트 마르타 아르헤리치의 스승이기도 했다.